# Bisten
Bisten ist der kleinste Ortsteil (Gemeindebezirk) der Gemeinde Überherrn im Landkreis Saarlouis (Saarland). Bis Ende 1973 war Bisten eine eigenständige Gemeinde.

## Lage
Bisten liegt am Flüsschen Bist, direkt an der Grenze zu Frankreich, zu Füßen des Saargaus, unterhalb von Berus, unmittelbar neben Überherrn.

## Geschichte
Erstmals erwähnt wurde Bisten in einer Urkunde der Abtei Wadgassen aus dem Jahre 1221. In einem Schreiben des Papstes Honorius III. an die Abtei werden diesem „Patronatsrechte“ an einer Kapelle in Bisten bestätigt. Diese Kapelle befand sich auf dem Gelände des heutigen Dorffriedhofes.
Im Rahmen der saarländischen Gebiets- und Verwaltungsreform wurde die bis dahin eigenständige Gemeinde Bisten am 1. Januar 1974 der Gemeinde Überherrn zugeordnet.

## Persönlichkeiten
Aus Bisten stammt der ehemalige Europa-Abgeordnete Jo Leinen. Der für die SPD im Europäischen Parlament tätig gewesene Politiker wurde hier am 6. April 1948 geboren.
In Bisten wohnte Michael Kunzler, katholischer Priester und Lehrstuhlinhaber für Liturgiewissenschaften an der Theologischen Fakultät Paderborn.

## Sonstiges
Bisten beherbergt die Gemeindeverwaltung, den gemeindlichen Bauhof und die Kommunalen Dienste Überherrn (KDÜ).
Das Wahrzeichen des Ortes ist die Pfarrkirche „St. Peter“, erbaut von 1783 bis 1788.